# لوكاس فيكتوريانو
لوكاس فيكتوريانو (بالإسبانية: Lucas Victoriano) مواليد 5 نوفمبر 1977، هو لاعب كرة سلة أرجنتيني بدأ مسيرته الاحترافية في سنة 1995. يبلغ طوله 6 قدم 3 بوصة (1.9 م).

## الميداليات
| الميدالية | المسابقة                             |
| --------- | ------------------------------------ |
| فضية      | بطولة كأس العالم لكرة السلة 2002     |
| ذهبية     | بطولة أمم الأمريكتين لكرة السلة 2001 |
| فضية      | بطولة أمم الأمريكتين لكرة السلة 2003 |

## روابط خارجية
- لوكاس فيكتوريانو على موقع الاتحاد الدولي لكرة السلة (الإنجليزية)
- لوكاس فيكتوريانو على موقع الدوري الأوروبي لكرة السلة (الإنجليزية)
- لوكاس فيكتوريانو على موقع الدوري الإسباني لكرة السلة (الإسبانية)
- لوكاس فيكتوريانو على موقع كرة السلة الأوروبية.كوم (الإنجليزية)
- لوكاس فيكتوريانو على موقع ريلجم (الإنجليزية)
- لوكاس فيكتوريانو على موقع بروبوليرز (الإنجليزية)
- لوكاس فيكتوريانو على موقع سبورتس رفرنس (الإنجليزية)